# María Condeminas Soler
Maria Condeminas Soler (Barcelona, 1906 – 1993) fue una bibliotecaria catalana. Su padre era un contratista de tendencia catalanista.

## Biografía
Inició sus estudios en las monjas francesas de Barcelona. Después de superar el tifus y las fiebres de Malta durante su adolescencia, estudió en la Escuela de Bibliotecarias entre los años 1930 y 1933, obteniendo unas notas excelentes. Al año de finalizar sus estudios, empezó a trabajar en la Biblioteca de Cataluña.
Desde junio de 1942 hasta agosto del año siguiente Condeminas trabajó catalogando libros en comisión de servicios en el archivo de la Diputación Provincial de Barcelona.
El resto de su vida laboral lo dedicó a la Sección de Reserva y Colecciones Especiales de la Biblioteca de Cataluña. Compartió puesto de trabajo con Juan Givanel, responsable de la colección Cervantina, y con Pere Bohigas, conservador de la Sección de Manuscritos inicialmente y responsable de la Reserva general después. 
Entre mayo y septiembre de 1948 estudió incunables españoles en la British Library, donde conoció al hispanista Henry Thomas. Desde mayo de 1966 fue responsable de la colección Cervantina de la Biblioteca de Cataluña.

## Especialista en Verdaguer
Condeminas se especializó en Jacinto Verdaguer en la Sección de Reserva de la Biblioteca de Cataluña, después de ordenar los manuscritos originales del poeta. Fue considerada una especialista en Verdaguer y en 1978 presentó los resultados de una extensa investigación del fondo manuscrito verdagueriano de la biblioteca en La génesis de La Atlàntida. Dio a conocer materiales inéditos y propuso una visión sintetizadora de los problemas que plantea la formación del extenso poema épico desde un Verdaguer adolescente hasta que lo acabó 20 años después.
Sobre la obra de Verdaguer publicó otras aportaciones originales, como por ejemplo los libros Un libro de exorcismos editado por Jacinto Verdaguer (1969) y la contribución “En torno a ‘Colom', poema inacabado de Jacinto Verdaguer” (1982).